# Mesosa cervinopicta
Mesosa cervinopicta là một loài bọ cánh cứng trong họ Cerambycidae.